# Неа Потидея
Неа Потидея (на гръцки: Νέα Ποτείδαια) е селище в Северна Гърция в дем Неа Пропонтида, област Централна Македония и според преброяването от 2001 година има 1588 жители.

## География
Неа Потидея е разположена на 6 километра южно от Неа Мудания, на тесен провлак в началото на полуостров Касандра. През провлака е прокопан Потидейският канал, който свързва Солунския и Торонийския залив. На 1 km от града е църквата „Свети Архангели“, единствената сграда, която е запазена от големия метох на Дохияр, построена в 1872 година с материали от антична Потидея.

## История

### Античност и Средновековие
Потидея е основана около 600 г. пр.н.е от коринтяните с цел улесняване на търговията с античното македонско царство. В 356 г. пр. Хр. Потидея е разрушена и в 316 г. пр. Хр. на нейно място е основана Касандрия – процъфтяващ град през елинистическата и римската епоха. В 540 година селището е разрушено от хуните. Юстиниан го укрепява и от това време са запазените руини на крепостта. Селището носи името Касандрия до османското завоевание, след което става известно като Портес тис Касандрас (Вратите на Касандра) или само Портес, име което се употребява от жителите му и до днес.

### В Османската империя
В храма „Свети Георги“ царските икони са от 1865 година, дело на Теодосий Анагност.

### В Гърция
Съвременното селище е основано през 1922 година от гърци бежанци от Източна Тракия на мястото на колонията Потидея.
В началото на XXI век Неа Потидея е предимно курортно селище с постоянно население от около 750 души. Също така е важен комуникационен център и пристанище.
| Име     | Име      | Ново име | Ново име  | Описание                                              |
| ------- | -------- | -------- | --------- | ----------------------------------------------------- |
| Цаирия  | Τσαΐρια  | Хлоес    | Χλόες     | възвишение на Ю от Неа Потидея (50 m)                 |
| Папахум | Παπαχούμ | Пулимена | Πουλημένα | местност на Ю от Неа Потидея, по западното крайбрежие |